# Suzana Barros
Suzana Barros (* 16. Februar 1983) ist eine kapverdische Handballspielerin. Sie gehört sowohl der Hallen- als auch der Beachhandball-Nationalmannschaft ihres Landes an.

## Handball
Barros spielt für ABC Santiago South von der Insel Santiago.
Barros nahm als mit Abstand älteste Spielerin ihrer Mannschaft an den ersten African Beach Games 2019 im Santa Maria Beach Park auf der heimischen Insel Sal teil. Das Turnier in Kap Verde war das erste Turnier in der Disziplin Beachhandball, das in Afrika für Nationalmannschaften ausgerichtet wurde. Die aus Hallenhandballerinnen zusammengestellte Mannschaft konnte bei diesem Turnier ihren Heimvorteil nutzen und gewann drei ihrer vier Spiele. Einzig gegen Tunesien, die bei weitem erfahrenste Frauenmannschaft der Sportdisziplin in Afrika, mussten sich die Gastgeberinnen geschlagen geben. Am Ende belegte Barros mit ihrer Mannschaft den zweiten Platz in der als Liga ausgetragenen Meisterschaft und gewann damit die Silbermedaille.
Mit der Nationalmannschaft ihres Landes trat Barros bei den Afrika-Meisterschaften 2022 in Diamniadio, Senegal an. Hier konnte sie mit ihrer Mannschaft nicht auftrumpfen wie drei Jahre zuvor. Nachdem sie mit ihrem Team alle drei Vorrundenspiele verloren hatte, wobei mit Angola und der Demokratischen Republik Kongo die späteren Gold- und Bronzemedaillisten in der Gruppe spielten, schied die Mannschaft frühzeitig aus. Nur aufgrund eines deutlichen Sieges über Madagaskar konnte man den letzten Rang verhindern und platzierte sich am Ende auf den 12. und damit vorletzten Platz.